# Fédération française de fonck
Pour les articles homonymes, voir FFF.
Fédération française de fonck, ou FFF, est un groupe français de rock fusion, dont le style musical mélange différents styles, principalement le funk et rock.

## Biographie

### Première phase (1987–2001)
Marco Prince (chant) et Nicolas « Niktus » Baby (basse) jouent ensemble en banlieue parisienne dans les années 1980. Ils rencontrent Yarol Poupaud (guitare) en 1987 et forment FFF (Fédération française de fonck). Ils veulent allier la musique funk avec le rock. Ils seront rejoint par Krichou Monthieux (batterie), Philippe « Félix » Niel (clavier) et Philippe Herpin « Pinpin » (saxophone), ancien membre du groupe Marquis de Sade.
Après des débuts pendant lesquels ils ont été accompagnés par Philippe Conrath, journaliste à Libération et Actuel, en 1990, après avoir signé un contrat aux éditions Warner Chappell, ils se font remarquer aux Transmusicales de Rennes. Dans les semaines suivantes, ils signent sur le label Epic, filiale de Sony. En 1991 ils sortent leur premier album Blast Culture enregistré à New York avec le producteur Bill Laswell et quelques grands noms du funk psychédélique. Ils feront d’ailleurs la première partie de George Clinton. Spike Lee réalise le clip de Marco. Ils tournent en France mais aussi aux États-Unis, au Japon, au Canada et en Afrique. Philippe Herpin, qui est plus âgé que les autres, sera exclu du groupe en février 1993 pour des différends musicaux, le combo s'orientant plus vers le rock que vers le funk, ce qui le mettait en porte-à-faux avec les autres membres de la bande.
En 1992, ils fondent Salam Aleikum Amusements, société de management et d'édition de musique, afin de promouvoir leur propres compositions, mais aussi celles de groupes amis comme Human Spirit, Les Coquines, Scratch Massive, Ultra Orange ou Magic Malik. D'abord basés à l'Hôpital éphémère, ils déménageront par la suite dans le quartier de Barbès où ils installeront leur propre studio d'enregistrement. En 1993, FFF livre un second album, Free for Fever, enregistré en Angleterre. Les paroles sont en grande partie en anglais. Mars 1996 voit la sortie d'un nouvel album homonyme, enregistré à Paris. FFF remporte la victoire de la musique du meilleur concert 1997 pour son Olympia. Félix quitte le groupe à son tour pour rejoindre Rita Mitsouko. Il est remplacé par Hervé Bouffartigues. Un album live Vivants, enregistré aux Eurockéennes de Belfort, sort en 1997. Ils font ensuite une longue tournée en Asie et en Amérique du sud.
Séparés de leur maison de disques, le groupe est en pourparlers avec Atlantic Records, quand la firme américaine est rachetée par EMI, qui ne veut plus de groupes étrangers. Ils signent finalement en 1999 chez V2 Records, un sous label de Virgin. Le 29 janvier 2000, ils font leur grand retour sur scène au Stade de France pour un championnat de Snowboard. En mars 2000, sort Vierge. Igor Nikitinsky a remplacé Hervé aux claviers. Usé par les tournées et les dissensions internes, le groupe disparaît en 2001. Ils ne sont pas officiellement séparés, mais les membres vont se consacrer à des projets personnels chacun de leur côté.

### Retours (depuis 2007)
En juillet 2007, FFF se produit aux Solidays dans sa formation initiale (à l'exception de Philippe Herpin), pour une date unique, et offre le meilleur d’un répertoire qui a marqué les années 1990. Ils réalisent que les fans nostalgiques sont nombreux à attendre leur retour.
Le groupe se reforme le temps d'un concert prévu le 15 octobre 2013 au profit du Secours Populaire au Bus Palladium, puis annonce une tournée française en 2014, baptisée Rebirth tour 2014. Le 20 novembre 2014, FFF assure la première partie de Shaka Ponk au Palais omnisports de Paris-Bercy. En 2016 et 2017, le groupe repart en tournée dans toute la France avec un nouveau musicien aux claviers. En juin 2017, FFF sort un premier single Monkee, extrait d'un nouvel album en préparation.
En novembre 2023, 23 ans après Vierge FFF sort son cinquième album, I Scream et planifie une tournée au printemps suivant (dont un Olympia le 3 avril). Sur les scènes parcourues à l'automne 2024 (dont deux dates à la Cigale) Marco Prince annonce la sortie d'un album début 2025 intitulé "You Scream". Le single Keep on est lancé le 17 octobre 2024.

## Style musical
Le style du groupe est un mélange de funk et de rock. C'est de là qu'est né le mot « fonck ».
Ils opèrent une fusion entre ces deux genres dans plusieurs chansons. On ressent des influences afro-américaine (James Brown, Jimi Hendrix, Sly and the Family Stone, George Clinton, Bootsy Collins, Prince et plus récemment Lenny Kravitz), et aussi caribéennes, autant dans leur musique que dans leurs textes.
Ils sont membres de la Black Rock Coalition, association créée par Vernon Reid de Living Colour pour lutter contre les cloisonnements raciaux entre les genres musicaux.

## Membres

### Membres actuels
- Marco Prince - chant, trombone
- Nicolas « Niktus » Baby - basse, samples
- Yarol Poupaud - guitare
- Krichou Monthieux - batterie
- Romain Caillard - claviers depuis janvier 2015

### Anciens membres
- Philippe « Félix » Niel - claviers (3 premiers albums)
- Philippe de Lacroix-Herpin (Prof. Jah Pinpin) - saxophone (premier album)
- Christian Lechevretel - trompette (sur le 3e album)
- Paddy Sherlock - trombone (sur le 3e album)
- Adélaïde Songeons - trombone (sur scène de 2013 à 2018)
- Hervé Bouffartigues - claviers (sur le 4e album)
- Igor Nikitinsky - claviers (5e album)

## Discographie

### Albums studio
- 1991 : Blast Culture (Epic Records / Sony Music Entertainment)
- 1993 : Free for Fever (Epic Records / Sony Music Entertainment)
- 1996 : FFF (Epic Records / Sony Music Entertainment)
- 2000 : Vierge (V2 Music)
- 2023 : I Scream (Verycords)
- 2025 : You Scream (à venir et annoncé pour février/mars 25 lors des concerts à la Cigale les 22 et 23 octobre dernier : surtout le 22 ;-)) est-ce la bonne orthographe ?

### Albums live
- 1997 : Vivants (Live aux Eurockéennes) (Epic-Sony Music)
- 2025 : live à la Cigale (enregistré les 22 et 23 octobre 2024)

## Récompenses
- 1993 - Bus d'Acier (pour l'album Free For Fever)
- 1997 - Victoire de la musique (pour les concerts à l'Olympia)